# Herbert H. Clark
Herbert H. Clark (1940) é um linguista estadunidense, professor de Psicologia da Universidade Stanford. Seu trabalho inclui processos cognitivos e sociais no uso linguístico, processos interativos, atos de fala e compreensão da emergência do discurso e significado das palavras. Clark é conhecido por sua teoria do terreno comum (common ground): indivíduos envolvidos na conversa devem compartilhar conhecimento para serem compreendidos e ter uma conversa significativa. Ele também desenvolveu o modelo colaborativo, uma teoria que pretende explicar como pessoas em uma conversa se coordenam umas com as outras para determinar referências definidas. Suas obras mais conhecidas são Semantics and Comprehension, Psychology and Language: An Introduction to Psycholinguistics, Arenas of Language Use and Using Language.

## Carreira
Clark, nascido em 1940, formou-se pela Universidade Stanford com distinções. Ele seguiu com seus estudos na Universidade Johns Hopkins, onde obteve os títulos de mestre e PhD em 1964 e 1966 respectivamente. NO mesmo ano em que concluiu seu PhD, também completou seus estudos pós-doutorais pelo Instituto de Linguística da Universidade da Califórnia em Los Angeles.